# Le Fantôme du grenier
Le Fantôme du grenier (Oliver's Ghost) est un téléfilm américain réalisé par David S. Cass Sr. (en) et diffusé le 22 octobre 2011 sur Hallmark Channel.

## Synopsis
Oliver, âgé de onze ans, est le plus jeune d'une famille de quatre enfants. Ils viennent d'emménager avec leurs parents dans une nouvelle grande et belle maison. Tout à leur bonheur, ils se demandent bien pourquoi l'ancien propriétaire a quitté les lieux avec un tel empressement. Ils ne vont pas tarder à comprendre qu'un spectre vient hanter la maison chaque nuit et seul Oliver peut le voir. Toute la famille décide de s'unir pour tenter de le chasser...

## Fiche technique
- Titre original : Oliver's Ghost
- Réalisateur : David S. Cass Sr. (en)
- Scénario : David Golden
- Photographie : Maximo Munzi
- Durée : 82 minutes
- Pays :  États-Unis

## Distribution
- Martin Mull (VF: Michel Prud'homme[2],[3]) : Clive Rutledge
- Nicholas Stargel (VF: Henri Bungert) : Oliver McCaffrey
- Cameron Daddo (VF: Eric Legrand[4],[3]) : Doug McCaffrey
- Bridget White (VF: Véronique Augereau[5],[3]) : Karen McCaffrey
- Daniela Bobadilla (VF: Léopoldine Serre) : Jenny McCaffrey
- Rhea Perlman (VF: Marie-Martine[6],[3]) : Eloise
- Pat Crawford Brown (VF: Lucie Dolène) : Betty Rutledge
- Preston Strother (en) : Tony
- Michael Chey : Mick
- Randy Shelly : Ethan
- Alan Blumenfeld (en) : Randall